# Chalybion gracile
Chalybion gracile är en biart som beskrevs av Hensen 1988. Chalybion gracile ingår i släktet Chalybion och familjen grävsteklar. Inga underarter finns listade i Catalogue of Life.